# Lengshuijing (sockenhuvudort i Kina, Hunan Sheng, lat 25,94, long 112,11)
Lengshuijing (kinesiska: 冷水井) är en sockenhuvudort i Kina. Den ligger i provinsen Hunan, i den södra delen av landet, omkring 260 kilometer söder om provinshuvudstaden Changsha. Antalet invånare är 7 295. Befolkningen består av 3 468 kvinnor och 3 827 män. Barn under 15 år utgör 22,0 %, vuxna 15-64 år 66 %, och äldre över 65 år 10,0 %.
Runt Lengshuijing är det tätbefolkat, med 383 invånare per kvadratkilometer. Närmaste större samhälle är Lixizhen, 6,4 km sydväst om Lengshuijing. I omgivningarna runt Lengshuijing växer huvudsakligen savannskog.
Genomsnittlig årsnederbörd är 1 888 millimeter. Den regnigaste månaden är augusti, med i genomsnitt 273 mm nederbörd, och den torraste är oktober, med 37 mm nederbörd.